# Andy Ernst
Andy Ernst est un producteur et ingénieur du son californien qui a travaillé avec de grands groupes de punk rock à leurs débuts, comme Green Day, Rancid et AFI.

## Discographie
Ses productions les plus célèbres sont :
- Green Day - 1,000 Hours (EP) (1989)
- Green Day - 39/Smooth (1990)
- Green Day - Slappy (EP) (1990)
- Screeching Weasel - My Brain Hurts (1991)
- Rancid - Rancid (EP) (1992)
- FifteenFifteen - Swain's First Bike Ride (1992)
- Green Day - Kerplunk! (1992)
- Screeching Weasel - Anthem for a New Tomorrow (1993)
- Big Rig - Expansive Heart (EP) (1994)
- Screw 32 - Unresolved Childhood Issues (1995)
- Link 80 - 17 Reasons (1997)
- Redemption 87 - All Guns Poolside (1998)
- AFI - A Fire Inside EP (EP) (1998)
- The Nerve Agents - Days Of The White Owl (2000)
- The Nerve Agents - The Butterfly Collection (2001)